# (400428) 2008 CG165
(400428) 2008 CG165 es un asteroide perteneciente al cinturón de asteroides, región del sistema solar que se encuentra entre las órbitas de Marte y Júpiter, descubierto el 10 de febrero de 2008 por el equipo del Spacewatch desde el Observatorio Nacional de Kitt Peak, Arizona, Estados Unidos.

## Designación y nombre
Designado provisionalmente como 2008 CG165. 

## Características orbitales
2008 CG165 está situado a una distancia media del Sol de 2,733 ua, pudiendo alejarse hasta 2,893 ua y acercarse hasta 2,573 ua. Su excentricidad es 0,058 y la inclinación orbital 11,18 grados. Emplea 1650,45 días en completar una órbita alrededor del Sol.

## Características físicas
La magnitud absoluta de 2008 CG165 es 16,5. 